# Antikapitalizam
Antikapitalizam je termin koji obuhvaća široki spektar političkih pokreta, ideja, kao i pogleda koje se protive kapitalizmu. Antikapitalisti, u strožijem pogledu, su oni koji žele u potpunosti zamijeniti kapitalizam drugim sustavom. Također postoje ideje koje se mogu kategorizirati kao dijelomično antikapitalistički, u smislu da se žele promijeniti ili poništiti pojedini dijelovi kapitalističkog sustava, a ne cijeli sustav.
Najpoznatije antikapitalističke ideje su one socijalističke, anarhističke, komunističke i fašističke.
U novije vrijeme pojavljuje se antikonzumerizam (kao primjer čega se spominju ideje koje kanadska autorica Naomi Klein izlaže u knjizi "Doktrina šoka"), te postkapitalizam kakvoga nalazimo u knjizi "The Political Economy of Participatory Economics" (1991.) američkih autora Robina Hahnela i Michaela Alberta.